# توماس هاوزر
توماس هوزر (بالألمانية: Thomas Hauser)‏ هو متزحلق جبال الألب نمساوي، ولد في 27 أكتوبر 1953 في Zell am Ziller ‏ في النمسا.

## وصلات خارجية
- توماس هاوزر على موقع الاتحاد الدولي للتزلج (التزلج على المنحدرات الثلجية) (الإنجليزية)
- توماس هاوزر على موقع أوليمبيديا (الإنجليزية)